# Aaron van Krakau
Aaron van Krakau (overleden op 15 mei of 9 oktober 1059) was de vijfde bisschop en eerste aartsbisschop van Krakau. Hij was vermoedelijk van Ierse afkomst.

## Biografie
Aaron, toen een monnik van de Abdij van Brauweiler, was rond 1044 het hoofd van een nieuwe Benedictijnse missie naar Polen en werd bij aankomst aangesteld tot de eerste abt van de Benedictijnse abdij van Tyniec. Hij werd in 1046 door de aartsbisschop van Keulen gewijd tot bisschop en kreeg in 1049 het pallium van Paus Benedictus IX. Aaron had zijn aartsbisschoppelijke zetel in Krakau en niet Gniezno (dat in puin lag), waardoor hij zowel als vijfde bisschop van Krakau als aartsbisschop van Krakau wordt omschreven. Aaron begon de bouw van de oorspronkelijke Wawelkathedraal.
Het Sacramentarium van Tyniec wordt gezien als het oudste bewaard gebleven geschrift in Middeleeuws-Polen. In dit document staat een vermelding van Aaron.